# Denys Affre
Denys-Auguste Affre (27. září 1793 Saint-Rome-de-Tarn – 27. června 1848 Paříž) byl francouzský římskokatolický kněz a v letech 1840–1848 arcibiskup pařížský.

## Životopis
Denys Affre studoval v kněžském semináři Saint-Sulpice v Paříži a dne 16. května 1818 byl vysvěcen na kněze. Stal se profesorem filozofie na semináři v Nantes. V letech 1823–1833 zastával funkce generálního vikáře v diecézích Luçon a Amiens. V roce 1839 byl jmenován biskupem koadjutorem ve Štrasburku, ale tuto funkci nikdy nevykonával, protože se mezitím stal kapitulním vikářem v Paříži a po smrti arcibiskupa Hyacintha Louise de Quélena byl dne 6. srpna 1840 jmenován na jeho místo.
Denys Affre založil karmelitánskou školu a teologickou školu při Sorbonně (uzavřenou roku 1885 Julesem Ferrym). Snažil se o podporu křesťanství mezi dělnictvem, a proto zřídil množství nových farností v dělnických čtvrtích Ménilmontant, Plaisance, Petit-Montrouge, Maison-Blanche, Petit-Gentilly, Gare, Billancourt, Gros-Caillou, ale nechal také postavit baziliku svaté Klotyldy.
Během pouličních nepokojů na konci června 1848 na protest proti uzavření národních dílen vyjednával jako prostředník mezi oběma stranami. Dne 25. června se objevil na barikádách u Faubourg Saint-Antoine spolu s dalšími církevními hodnostáři. Arcibiskup byl zasažen zbloudilou kulkou, o níž se neví, odkud byla vystřelena. Byl přenesen do presbytáře kláštera Saint-Antoine a následujícího dne převezen do biskupského paláce, kde 27. června zemřel. Jeho srdce bylo uloženo do kaple karmelitánů.